# Dents de sabre
El terme dents de sabre es refereix a un ecomorf que es compon de diversos grups de sinàpsids (mamífers i afins) depredadors extints, que fruit de l'evolució convergent desenvoluparen dents canines superiors extremament llargues i adaptacions cranials i esquelètiques relacionades amb el seu ús. Inclou membres dels gorgonops, els tilacosmílids, els maqueroidins, els nimràvids, els barbourofèlids i els maquerodontins. Aquests últims es coneixen com a fèlids de dents de sabre i es divideixen en tres tribus: els metailurinis (falsos dents de sabre), els homoterinis (dents de simitarra) i els esmilodontinis (dents de daga).